# Streptocarpus fasciatus
Streptocarpus fasciatus är en tvåhjärtbladig växtart som beskrevs av T. Edwards och C. Kunhardt. Streptocarpus fasciatus ingår i släktet Streptocarpus och familjen Gesneriaceae. Inga underarter finns listade i Catalogue of Life.